# Kälberget (naturreservat, del i Västernorrlands län)
Kälberget är ett länsöverskridande naturreservat där denna artikel handlar och delen i Sollefteå kommun i Västernorrlands län. Större delen av reservatet ligger i Dorotea kommun, Västerbottens län och besrkivs i aritkeln Kälberget.
Området är naturskyddat sedan 2017 och är 22 hektar stort. Reservatet består av gles granskog med insalg av björk och på toppen av berget gels björkskog.